# Arrondissement de Main-Taunus
Pour l’article homonyme, voir MTK.
L’arrondissement de Main-Taunus est un département (Landkreis en allemand) de Hesse (Allemagne) situé dans le district (Regierungsbezirk en allemand) de Darmstadt.
Son chef-lieu est Hofheim am Taunus.
Le blason de l'arrondissement comprend la roue de Mayence d’argent sur fond rouge.

## Géographie

### Situation

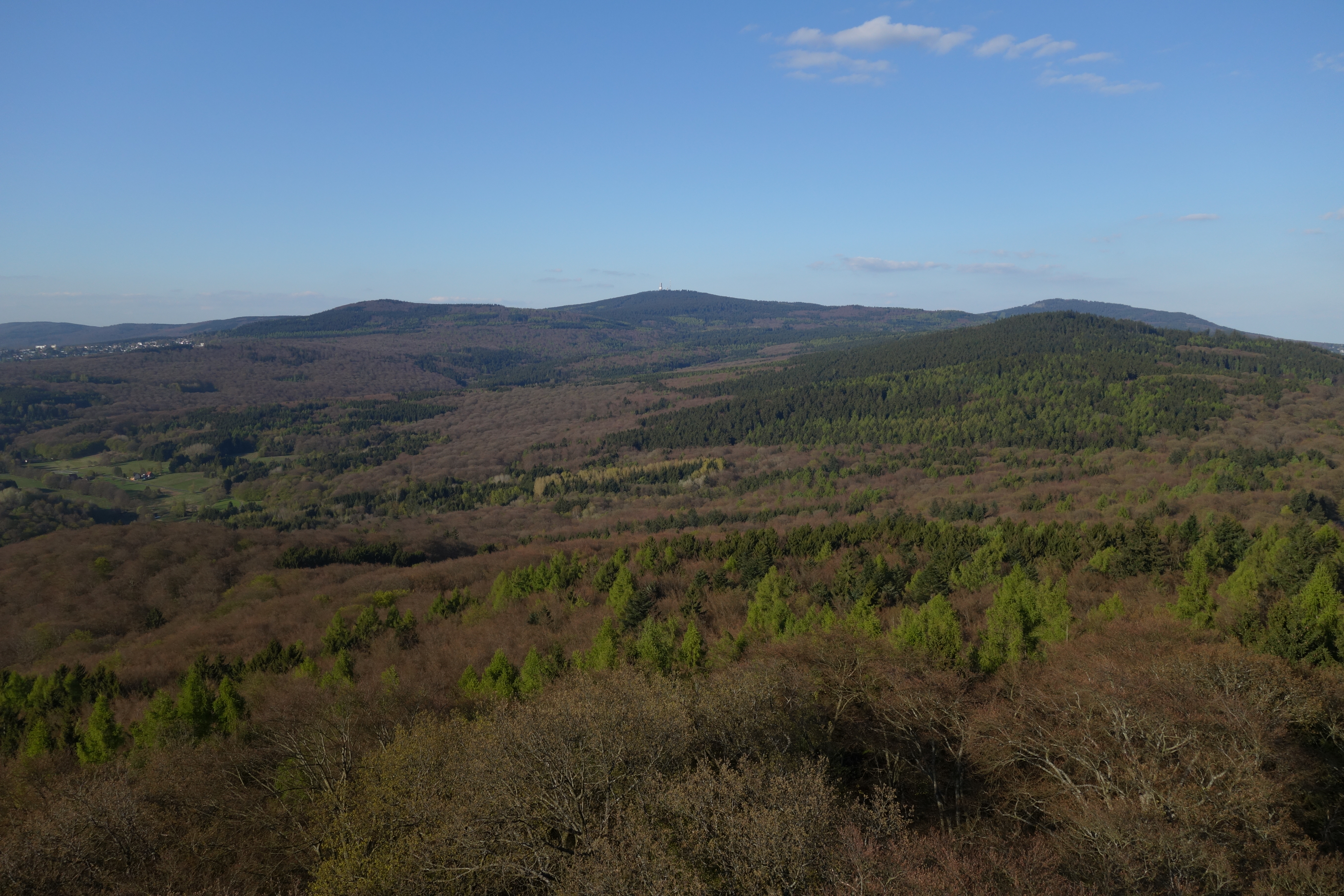
Vue sur la montagne Eichkopf (au droite au milieu, vue depuis lAtzelberg) et le long de la crête du Taunus

Le territoire de l'arrondissement s'étend du Main (environ 90 m au-dessus du niveau de la mer) jusqu'au Haut-Taunus. Le plus haut sommet de l'arrondissement est l'Eichkopf, à 563,3 m d'altitude, près de Kelkheim-Ruppertshain. Jusqu'à la réforme territoriale de Hesse en 1972, le plus haut sommet du Taunus, le Großer Feldberg (881,5 m), faisait partie de l'arrondissement.
Les autres montagnes marquantes de l'arrondissement sont Rossert (515,9 m), Atzelberg (506,7 m), Staufen (451 m, avec les points de vue du Kaisertempel et du Großer Mannstein), Spitzeberg (449,9 m) et Judenkopf (410 m).

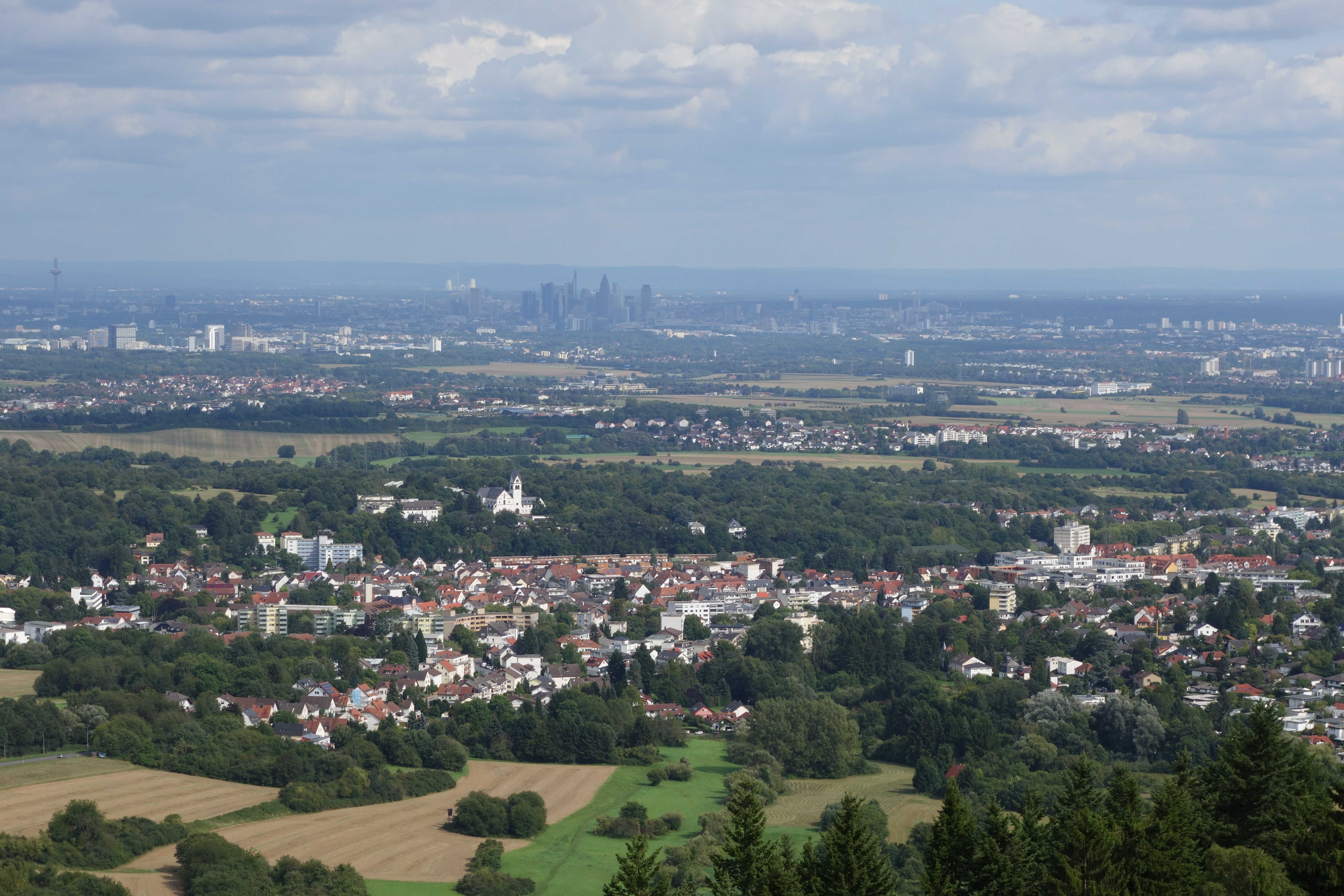
Vue depuis la montagne Staufen au dessus Kelkheim au premier plan, Liederbach, Bad Soden, Sulzbach and Eschborn au milieu et Francfort en arrière-plan

Outre les monts boisés du Taunus, la partie non bâtie du paysage est caractérisée par des vergers, des zones alluviales et quelques surfaces agricoles, mais les zones d'habitation et les voies de communication dominent le paysage dans la plus grande partie de l'arrondissement.
Du point de vue de la nature, la plupart des communes de l'arrondissement font partie soit du Vordertaunus, soit des contreforts du Main-Taunus. Les exceptions sont les trois villes sur le Main, qui font partie de la plaine du Bas-Main, ainsi que Eppenhain, Ruppertshain et Ehlhalten, qui appartiennent déjà au Haut-Taunus.
C'est surtout la partie orientale du district qui est extrêmement densément peuplée pour un district et qui fait partie de la zone suburbaine (banlieue) de la région urbaine de Francfort. Il n'existe en Allemagne que peu de districts aussi métropolitains, comme les districts de Recklinghausen, Mettmann et Ennepe-Ruhr dans la région Rhin-Ruhr, le district de Munich ou l'arrondissement d'Offenbach au sud de Francfort. Avec plus de mille habitants au kilomètre carré, l'arrondissement de Main-Taunus est le deuxième arrondissement le plus dense de la République fédérale.
Une comparaison entre l'arrondissement Main-Taunus et la capitale du Land voisin, Wiesbaden, révèle des parallèles remarquables. Il a un peu plus de superficie et un peu moins d'habitants, et la densité de population du Kreis est légèrement inférieure à celle de Wiesbaden.
En raison de sa population appartenant principalement à la classe moyenne bourgeoise, l'arrondissement de Main-Taunus fait partie des régions les plus prospères de la République fédérale et occupe parfois, selon les indicateurs et les années, la première place au niveau national. Les habitants de Bad Soden am Taunus possèdent le pouvoir d'achat le plus élevé de l'arrondissement du Main-Taunus.
Eppstein, Hofheim am Taunus, Flörsheim am Main et Hochheim am Main sont des villes anciennes avec des centres-villes bien conservés. Même à l'époque préindustrielle, les sols fertiles assuraient déjà un niveau de prospérité et une densité de population relativement élevés, comme en témoignent les vieux centres de villages, les églises et les fermes.

### Districts voisins
En commençant par le nord, dans le sens des aiguilles d'une montre, le Main-Taunus-Kreis est limitrophe du Hochtaunuskreis, qui a une structure similaire, de la ville de Francfort-sur-le-Main, qui n'a pas de district, du Kreis Groß-Gerau, qui a un caractère industriel, de la capitale du Land, Wiesbaden, qui n'a pas de district, et du Rheingau-Taunus-Kreis.

## Villes, communes et communautés d'administration
(nombre d'habitants le 31 décembre 2008)
| Villes - 1. Bad Soden am Taunus (21 572) - 2. Eppstein (13 271) - 3. Eschborn (20 732) - 4. Flörsheim am Main (20 187) - 5. Hattersheim am Main (25 524) - 6. Hochheim am Main (16 919) - 7. Hofheim am Taunus (38 339) - 8. Kelkheim (Taunus) (27 306) - 9. Schwalbach am Taunus (14 648) | Communes - 1. Kriftel (10 609) - 2. Liederbach am Taunus (8 611) - 3. Sulzbach (Taunus) (8 354) |